# Пічхісбоґірі
Пічхісбоґірі (груз. ფიჩხისბოგირი) — село в Грузії.
За даними перепису населення 2014 року в селі проживає 84 особи.